# Piptocarphinae
Piptocarphinae H. Rob., King. & F. Bohlmann, 1980 è una sottotribù di piante angiosperme dicotiledoni della famiglia delle Asteraceae.

## Etimologia
Il nome scientifico della sottottribù deriva da suo genere più importante Piptocarpha R. Br., 1827 formato da due parole greche: pipto (= cadere) e carpha oppure karphos (= ramoscello, paglietta o scheggia); ed è stato definito per la prima volta dai botanici Harold Ernest Robinson (1932 -), Robert Merrill King (1930 - 2007) & F. Bohlmann nella pubblicazione Phytologia; Designed to Expedite Botanical Publication. New York - 46(7): 426. 1980 del 1980.

## Descrizione

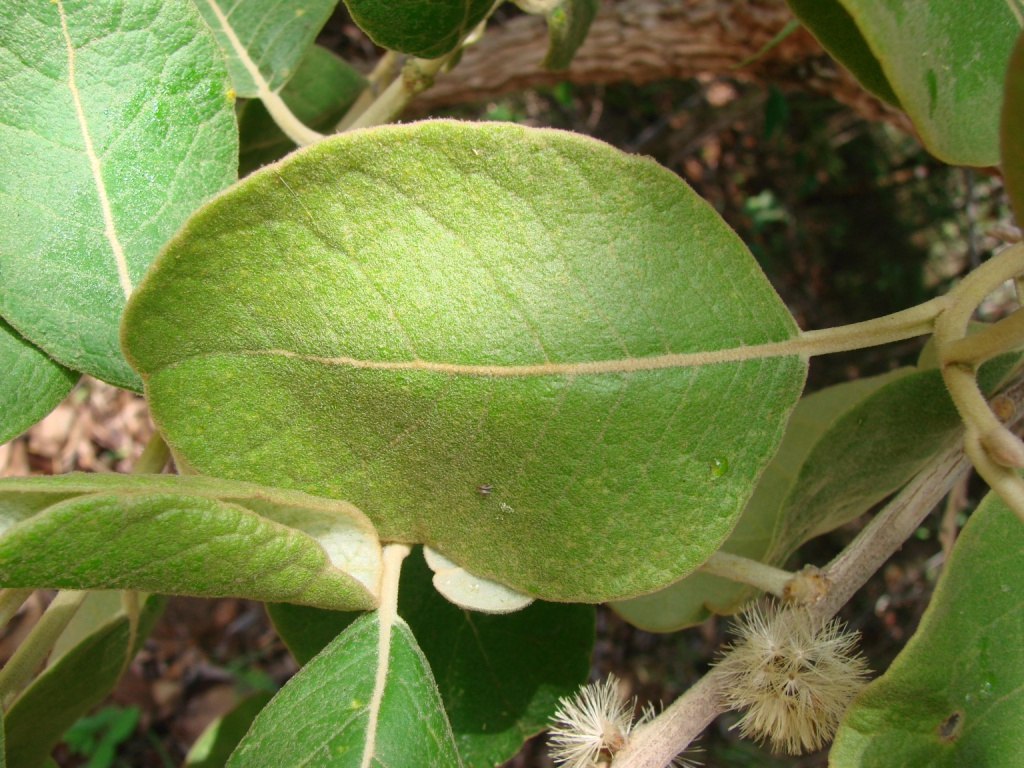
Le foglie
Piptocarpha rotundifolia

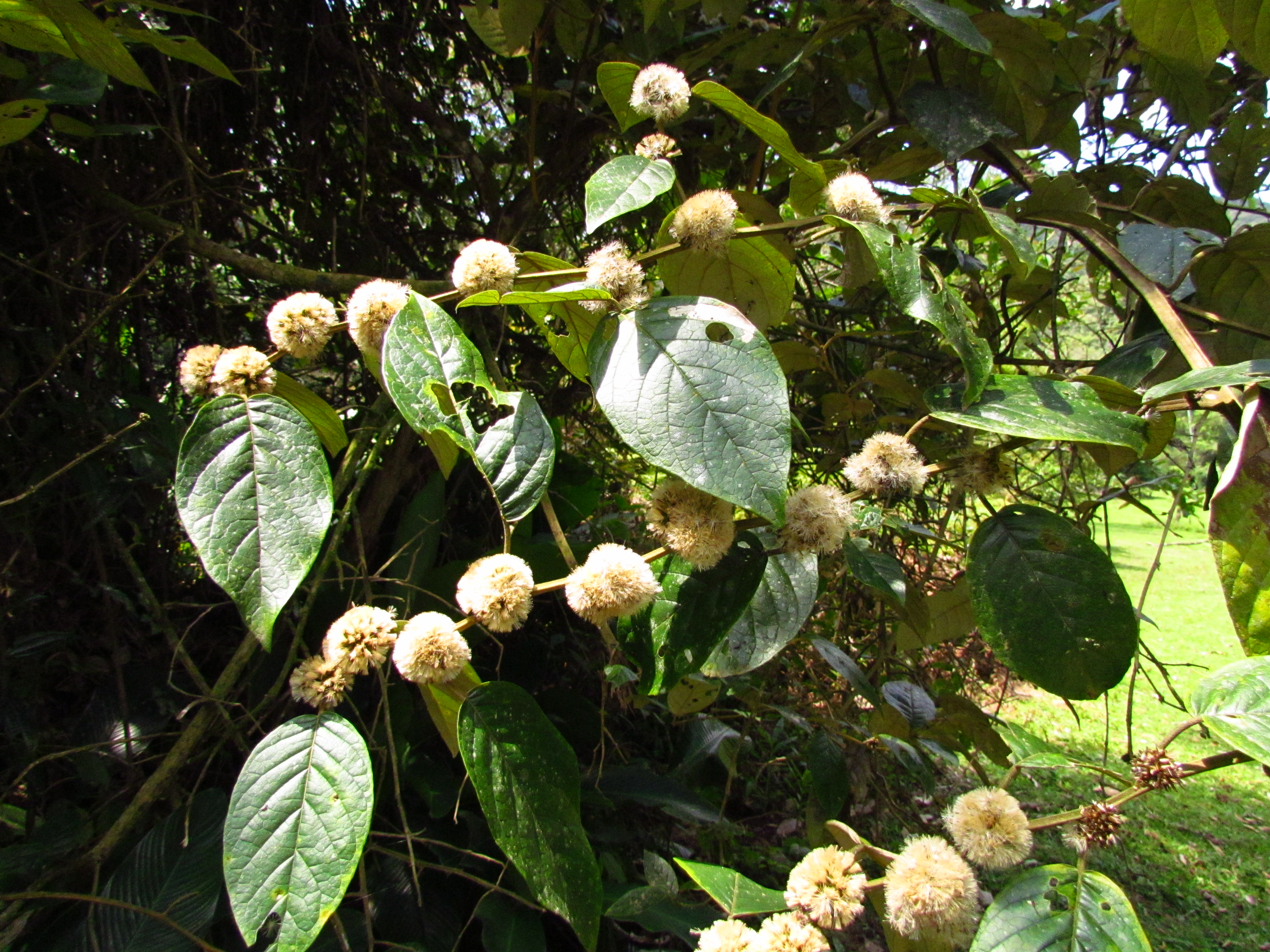
Infiorescenza
Piptocarpha quadrangularis

L'habitus di queste piante è di tipo arbustivo o arboreo con ricca ramificazione; sono presenti anche portamenti tipo vite. Spesso è presente una pubescenza per peli di tipo stellato o lepidote. Gli organi interni di queste piante contengono lattoni sesquiterpenici.
Le foglie lungo il caule sono disposte sia in modo opposto (per la quasi totalità nel genere Critoniopsis e Piptocarpha e per la totalità il genere Joseanthus) che in modo alternato (negli altri generi). La forma della lamina è varia anche nell'ambito dello stesso genere (ad esempio è da ellittica a oblunga in Piptocarpha oblonga oppure rotonda in Piptocarpha rotundifolia); in altri generi le lamine sono allunghe (fino 30 cm in Dasyandantha).Le venature della pagina fogliare sono di tipo pennato. In alcuni generi il picciolo è lobato o alato (come in Critoniopsis).
Le infiorescenza sono terminali (tipo pannocchia) e con capolini separati oppure di tipo ascellare e glomerulose (con capolini sessili) oppure di tipo corimboso sottese da brattee fogliose (in Ekmania) con capolini brevemente peduncolati. I capolini sono composti da un involucro formato da diverse brattee (vedi tabella per il numero) embricate che fanno da protezione al ricettacolo sul quale s'inseriscono i fiori tubulosi. Le brattee dell'involucro sono per lo più decidue. Il ricettacolo è privo di pagliette.
I fiori (vedi tabella per il numero) sono tetra-ciclici (ossia sono presenti 4 verticilli: calice – corolla – androceo – gineceo) e pentameri (ogni verticillo ha in genere 5 elementi).  I fiori sono inoltre ermafroditi e actinomorfi (raramente possono essere zigomorfi).
- Formula fiorale:

*/x K {\displaystyle \infty }, [C (5), A (5)], G 2 (infero), achenio
Calice: i sepali del calice sono ridotti ad una coroncina di squame.
Corolla: le corolle sono regolari ma con lobi fortemente ricurvi; spesso la gola è poco evidente oppure è allargata; il colore varia da lavanda a biancastro; la superficie può essere sia pubescente che glabra.
Androceo: gli stami sono 5 con filamenti liberi e distinti, mentre le antere sono saldate in un manicotto (o tubo) circondante lo stilo. Le antere sono caudate (con code) e a volte anche fimbriate e raramente sono ricoperte di ghiandole. Il polline è tricolporato (con tre aperture sia di tipo a fessura che tipo isodiametrica o poro) ed echinato (con punte). In alcune specie la parte più esterna dell'esina è parzialmente sollevata a forma di creste e depressioni ma non è "lophato".
Gineceo: lo stilo è filiforme. La base dello stilo può essere nodosa (generi: Critoniopsis, Dasyandantha, Piptocarpha, Joseanthus e Cuatrecasanthus) oppure priva di nodi (in Ekmania, Piptocoma  e Huberopappus). Gli stigmi dello stilo sono due divergenti e smussati.  L'ovario è infero uniloculare formato da 2 carpelli. Gli stigmi hanno la superficie stigmatica interna.
I frutti sono degli acheni con pappo. Gli acheni hanno delle forme più o meno cilindriche o prismatiche con alcune coste  (non sono bicornuti); possiedono corti rafidi anche con forme subquadrate (oppure sono mancanti come in Cuatrecasanthus) e sono privi di fitomelanina ma possono essere presenti dei tessuti tipo idioblasto. Il pappo è formato da setole lineari o contorti nei generi Critoniopsis, Dasyandantha, Piptocarpha, Joseanthus e Cuatrecasanthus; mentre negli altri generi è formato da squame o è quasi assente (Huberopappus).

### Struttura dell'involucro, del capolino e dell'achenio
| Genere          | Numero brattee dell'involucro | Numero fiori per capolino | Numero coste/angoli dell'achenio |
| --------------- | ----------------------------- | ------------------------- | -------------------------------- |
| Critoniopsis    | 18 - 25 in 4 - 6 serie        | 1 - 11                    | 5 - 10 coste                     |
| Cuatrecasanthus | circa 15 in 5 - 6 serie       | 1                         | 10 coste                         |
| Dasyandantha    | circa 30 in circa 4 serie     | circa 12                  | 8 coste                          |
| Ekmania         | circa 30 in 4 - 5 serie       | circa 12                  | 10 coste                         |
| Huberopappus    | 14 - 17 in 3 - 4 serie        | 19 - 22                   | 3- 5 angoli e 10 striature       |
| Joseanthus      | 20 - 30 in 4 - 5 serie        | 9 - 12                    | 3 - 8 coste                      |
| Piptocarpha     | 18 - 30 in 3 - 4 serie        | 3 - 20                    | 3 - 5 coste                      |
| Piptocoma       | 5 - 25 in 4 - 5 serie         | 1 - 12                    | 7 - 10 coste                     |

## Biologia
- Impollinazione: l'impollinazione avviene tramite insetti (impollinazione entomogama tramite farfalle diurne e notturne).
- Riproduzione: la fecondazione avviene fondamentalmente tramite l'impollinazione dei fiori (vedi sopra).
- Dispersione: i semi (gli acheni) cadendo a terra sono successivamente dispersi soprattutto da insetti tipo formiche (disseminazione mirmecoria). In questo tipo di piante avviene anche un altro tipo di dispersione: zoocoria. Infatti gli uncini delle brattee dell'involucro si agganciano ai peli degli animali di passaggio disperdendo così anche su lunghe distanze i semi della pianta.

## Distribuzione e habitat
La distribuzione è fondamentalmente relativa al centro e sud Americana con habitat soprattutto di tipo tropicale.

## Tassonomia
La famiglia di appartenenza di questa voce (Asteraceae o Compositae, nomen conservandum) probabilmente originaria del Sud America, è la più numerosa del mondo vegetale, comprende oltre 23.000 specie distribuite su 1.535 generi, oppure 22.750 specie e 1.530 generi secondo altre fonti (una delle checklist più aggiornata elenca fino a 1.679 generi). La famiglia attualmente (2021) è divisa in 16 sottofamiglie.

### Filogenesi
Le piante di questo gruppo appartengono alla tribù Vernonieae Cass. della sottofamiglia Vernonioideae Lindl.. Questa classificazione è stata ottenuta ultimamente con le analisi del DNA delle varie specie del gruppo. Da un punto di vista filogenetico in base alle ultime analisi sul DNA la tribù Vernonieae è risultata divisa in due grandi cladi: Muovo Mondo e Vecchio Mondo. I generi di Piptocarphinae appartengono al clade relativo all'America.
La sottotribù, e quindi i suoi generi, si distingue per i seguenti caratteri:
- le foglie basali non sono né di tipo ericoide e neppure embricate;
- la disposizione delle foglie lungo il caule è sia opposta che alternata;
- i capolini in genere hanno pochi fiori (meno di 20);
- i lobi della corolla sono fortemente incurvati.

Altre caratteristiche, ritenute in passato più significative, come le punte smussate dei peli dello stilo e i peli stellati, ora sono considerate caratteristiche secondarie o “deboli”.
In precedenza la tribù Vernonieae, e quindi la sottotribù (Piptocarphinae) di questo genere, era descritta all'interno della sottofamiglia Cichorioideae. Alle analisi del DNA la sottotribù appare parafiletica e con le sottotribù Vernoniinae, Lepidaploinae e Elephantopinae forma un "gruppo fratello".
Le specie di questo gruppo presentano il seguente numero cromosomico: 2n = 34.

### Composizione della sottotribù
Questo gruppo comprende 8 generi e 160 specie.

| Genere                                | N. specie                                         | Distribuzione                                 | Caratteri principali |
| ------------------------------------- | ------------------------------------------------- | --------------------------------------------- | --- |
| Critoniopsis Sch. Bip., 1863          | 77                                                | Messico e Sud America                         | Il portamento di queste specie è arbustivo o arboreo. - Le code delle antere, se presenti, non sono sclerificate. - Solamente le brattee involucrali interne sono decidue.                     |
| Cuatrecasanthus Robinson, 1989        | 6                                                 | Ecuador e Perù                                | I capolini hanno un solo fiore. - Le corolle sono divise in lobi fin dalla base (la gola è mancante). - Le foglie sono disposte in modo alternato.                                             |
| Dasyandantha (Aristeg.) H. Rob., 1993 | Una specie: D. cuatrecasasiana (Aristeg.) H. Rob. | Venezuela                                     | La corolla è molto pelosa internamente. - Il pappo è composto da persistenti setole capillari. - La base dello stilo è provvista di nodi.                                                      |
| Ekmania Gleason, 1919                 | Una specie: E. lepidota Griseb.                   | Cuba                                          | L'indumento delle piante è del tipo lepidota. - Il pappo esterno è un collare di setole laciniate.                                                                                             |
| Huberopappus Pruski, 1992             | Una specie: H. maigualidae Pruski                 | Venezuela                                     | L'habitus è subarbustivo. - La superficie delle foglie è ghiandolosa (ghiandole puntate) e tomentosa. - L'infiorescenza è terminale e cimosa. - Il pappo ha un collare senza setole o scaglie. |
| Joseanthus H. Rob., 1989              | 4                                                 | Colombia e Ecuador                            | Le foglie lungo il caule hanno una disposizione opposta. - I fiori per capolino sono 9 - 12.                                                                                                   |
| Piptocarpha R. Br., 1818              | 52                                                | America (tropicale)                           | Il portamento delle specie di questo genere è arbustivo rampicante o arboreo. - Le code delle antere sono sclerificate, smussate o taglienti. - In genere le brattee involucrali sono decidue. |
| Piptocoma Cass., 1817                 | 18                                                | Grandi Antille e Sud America (settentrionale) | I rami e le infiorescenza sono prive di brattee fogliose. - La pubescenza non è "heterotrichous".                                                                                              |

Note: (1) il genere Blanchetia DC., 1836, in precedenza descritto all'interno di questa sottotribù, in base a evidenze filogenetiche appartiene ora alla sottotribù Lychnophorinae; (2) il genere Irwinia G. M. Barroso, 1980 (anche questo in precedenza descritto all'interno di questa sottotribù) è risultato un sinonimo del genere Blanchetia .